# ノーイースター

発達するノーイースターの雲画像（GOES衛星/NOAA、2007年4月）

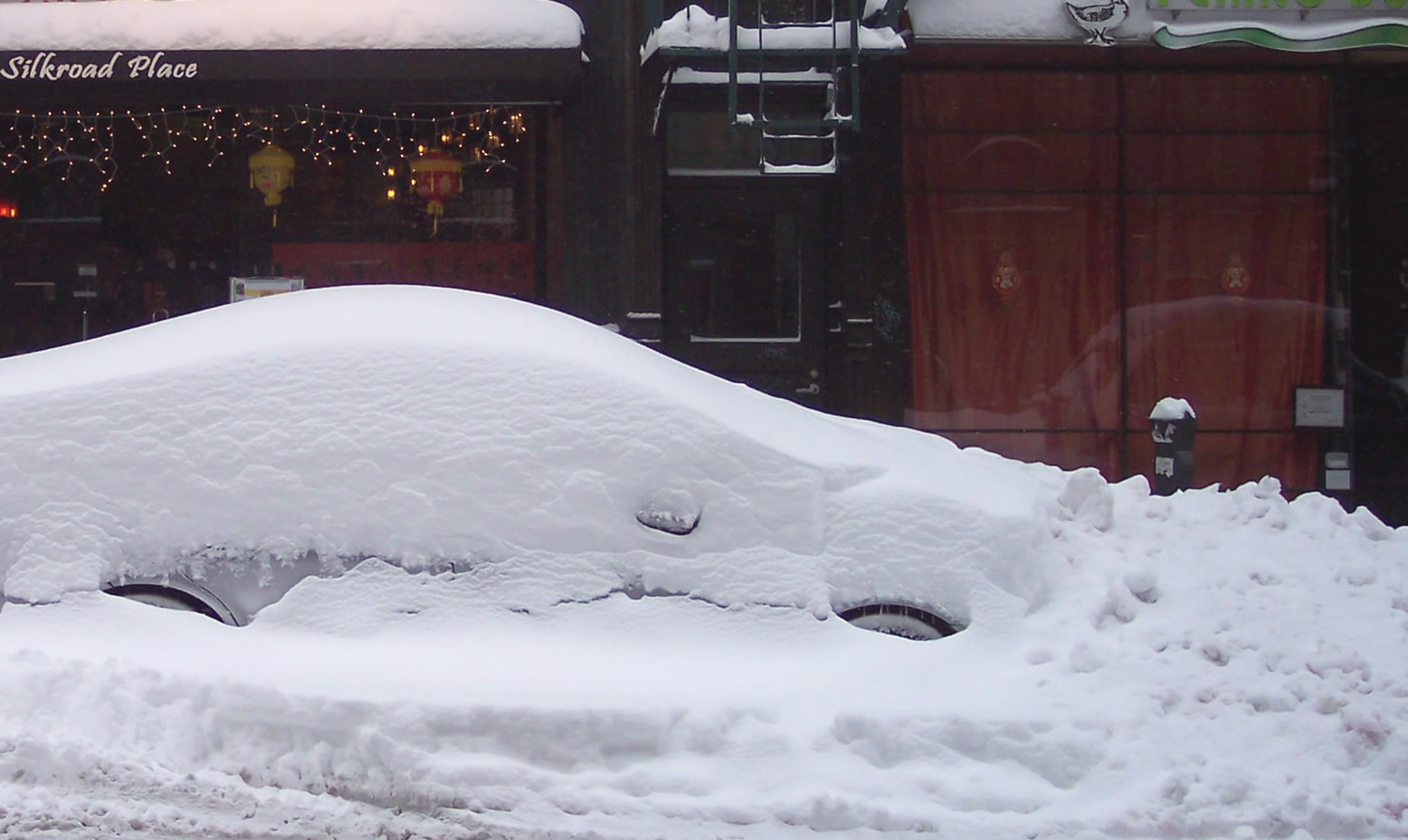
ノーイースターによる大雪で埋もれた車（2005年、ニューヨーク）

ノーイースター（英語: Nor'easter）とは、北アメリカ大陸の東海岸にみられる、発達した低気圧によるストーム（嵐）のことである。強い北東の風を特徴とする。Northeaster（ノースイースター）ともいい、「北東からの」を意味し、Nor'easterは短縮形。
ニューイングランド地域を含むアメリカ北東部やカナダ大西洋沿岸諸州の局地風でもある。

## 概要
特に冬を含む9月から4月ごろによく発生し発達も強まるが、年間を通じて発生する可能性はある。アメリカでは年平均で3個程度発生しているとされている。
低気圧が接近している地域は暴風、高波、大雨、大雪に見舞われ、また冬の嵐や吹雪、沿岸洪水となることがある。風はハリケーン並みに強い場合もあり、また低気圧の北西側が暴風や大雪になりやすい。
典型的には、アメリカ南東部の海岸部付近で発生、発達しながら進み、アメリカ・ニューイングランド地域やカナダ・大西洋沿岸諸州付近で発達のピークとなる。
ノーイースターの低気圧が発達する要因として、この地域の大きな気温差が挙げられる。冬季に北極を取り巻く寒気はカナダやアメリカの平原地帯を南下し、やがて東の大西洋へ抜けていく。一方、暖かいメキシコ湾流と大西洋からの暖気も北へ移動しようとしていて、気温差ができている。
気象学的には、同じ大陸東岸に位置する日本における南岸低気圧と類似した現象である。冬から春にかけて、南岸低気圧が主に台湾付近で発生し、本州南岸沖から三陸沖を駆け抜けて、北海道の東海上で猛烈に発達し、北海道道東から、東北地方の太平洋側、関東地方、さらには西日本に至る太平洋側の広い範囲に大雪をもたらすのと同じようなメカニズムで、ノーイースターは、北アメリカ東海岸の広い範囲に大雪と嵐をもたらす。
ノーイースターの気象パターンとして、気象学者Brad Millerによる分類 (Miller classification) が知られている。タイプAは南方で発生し海岸をなぞるように北上するもので、中部大西洋岸で影響が大きく、降雪量が多くなる傾向がある。タイプBは中西部で発生し東進して雨や雪を降らせた後、海岸に近づくと再発達して海岸をなぞるように北上するもので、中部大西洋岸やニューイングランド地域の内陸部で降雪量が多くなる傾向がある。

## 過去の主なノーイースター
和訳は馴染みやすくしたもので、参考程度である。正確には、米国およびカナダにおける名称（英語）を参照のこと。
- Great Blizzard of 1888[3] 1888年の大ブリザード
- Ash Wednesday Storm of 1962[3] 1962年の灰の水曜日の嵐
- Groundhog Day gale of 1976 1976年のグラウンドホッグデー（2月2日）の暴風
- Northeastern United States Blizzard of 1978 (the "Blizzard of '78")[3] 1978年の米国北東部のブリザード（78年ブリザード）
- Thanksgiving 1984 Nor'easter 1984年の感謝祭のノーイースター
- Halloween Nor'easter of 1991 (the "Perfect Storm," combined Nor'easter/hurricane) 1991年のハロウィンのノーイースター（映画化されたノンフィクション『パーフェクト・ストーム』に描かれている、ノーイースター・ハリケーン複合体）
- 1993 North American Storm Complex[3] 1993年の北米複合低気圧
- North American blizzard of 1996 1996年の北米ブリザード
- Atlantic Canada blizzard of February 2004 ("White Juan") 2004年2月カナダ大西洋岸ブリザード（通称「ホワイト・フアン」）
- North American blizzard of 2005 2005年の北米ブリザード
- North American blizzard of 2006 2006年の北米ブリザード
- Late November Nor'easter of 2006 2006年11月末のノーイースター
- Spring Nor'easter of 2007 2007年春のノーイースター